# Catarina (Stany Zjednoczone)
Catarina – jednostka osadnicza w Stanach Zjednoczonych, w stanie Teksas, w hrabstwie Dimmit.